# الیزابت کدی استانتون
الیزابت کدی استانتون (انگلیسی: Elizabeth Cady Stanton‎؛ زاده ۱۲ نوامبر ۱۸۱۵ - درگذشته ۲۶ اکتبر ۱۹۰۲) فعال اجتماعی آمریکایی و از رهبران جنبش حقوق زنان در آمریکا بود.
الیزبت کدی استانتن کسی بود که برای همایش «بانوان مجمع سنکا فالز» فراخوان داد ، و پیش نویس اولیه «اعلامیه عقاید » را با درک عمیقی که از بی عدالتی ها داشت و تنفر موجهی که از وضعیت اسفبار زنان در وی ایجاده شده بود ، نوشت .الیزابت کدی استاتن مشهورترین مدافع حقوق زن در قرن نوزدهم بود . او تقریباً پنجاه سال هدایت نخستین جنبش زنان را در آمریکا بر عهده داشت . او بود که که برنامه کار این جنبش و پیش نویس اسنادش را نوشت ، و اعتقادات آن را با صراحت اظهار کرد . 
 وی تابستان های خود را در خانه پسر عموی خود ، گریت اسمیت ، گذراند که فردی ثروتمند و اصلاح گرایی تندرو بود . در سال ۱۸۳۹ با هنری بروستر استانتون ملاقات کرد مه از سخنرانان ماهر و از رهبران برجسته جنبش مبارزه با برده داری بود . جنبش مبارزه با برده داری هنوز از مقبولیت عام برخور دار نبود و وی به کرات مورد حمله اوباش قرار گرفت . الیزابت و هنری خیلی زود عاشق یکدیگر شدند و کم تر از یک ماه خبر نامزدی خود را اعلام کردند . خانواده الیزابت با این ازدواج مخالف بوده ؛ چرا که پدر او قاضی کدی ، از مخالفان الغای برده داری بود ، چه برسد به ازدواج دختر خود با یکی از این افراد . یک سال ، زمانی که هنری برای ماموریتی راهی لندن شد ، یکبار دیگر از الیزلبت خواستگاری کرد و او پذیرفت . در متن سوگند ازدواج این دو واژه « تمکین کردن» حذف شده و الیزابت و هنری بر اساس اصل تساوی حقوق زن و مرد ازدواج کرده و راهی لندن شده . از اثار او می توان به  «کتاب مقدس زنان» در سال ۱۸۹۵ که زندگی نامه خود نوشت خود بود که بسیار بحث بر انگیز بود ؛ ولی کمی قبل تر در سال ۱۸۸۷ در نوشتن کتاب سه جلدی  «تاریخ حق رأی زنان» سهیم بود .

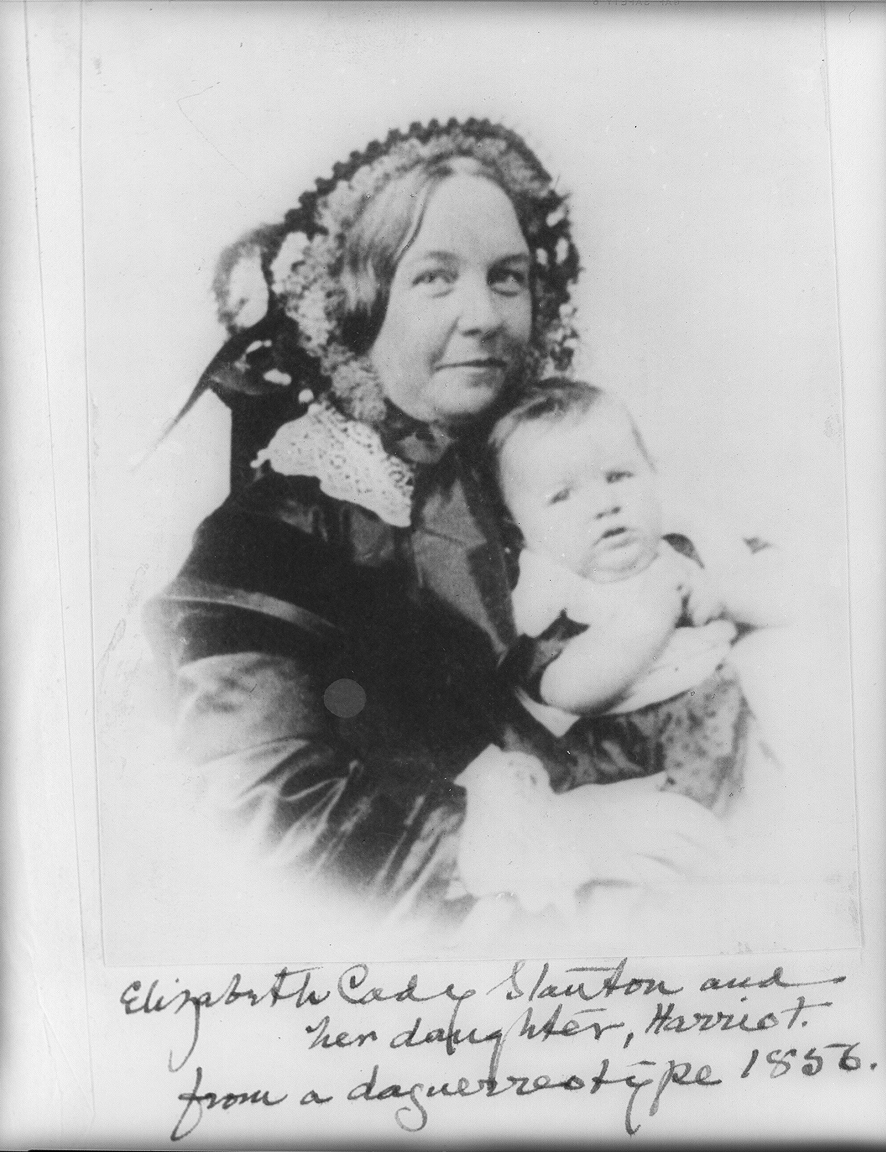
الیزابت کدی استانتون با دخترش